# 袁家艺
袁家艺（男性，汉族，1963年8月—），现任贵州省织金县政协主席；之前曾担任貴州省大方县委常委，县委政法委书记，贵州省织金县委常委、县委政法委书记；织金县委常委，县人民政府副县长。

## 外部連結
- 访织金县政协主席袁家艺[永久]